# Players Championship Finals
Players Championship Final je šipkařský turnaj pořádaný organizací Professional Darts Corporation. V počátcích se ho účastnilo 32 nejlepších hráčů na základě pořadí v žebříčku Players Championship Order of Merit, do kterého se započítávají pouze výsledky z turnajů Players Championship na okruhu PDC Pro Tour, které nejsou vysílány v televizi. V roce 2016 byl počet hráčů na turnaji zdvojnásoben.
Turnaj se původně konal na přelomu ledna a února v Circus Tavern ve městě Purfleet, kde probíhalo také prvních 14 mistrovství světa. Třetí ročník se odehrál v Doncaster Dome. V roce 2012 se turnaj přesunul na prosinec a hrálo se v Butlins v Minehead, a to až do roku 2020, kdy se kvůli probíhající pandemii hrálo v aréně Ricoh v Coventry.

## Seznam finálových zápasů
| Rok      | Vítěz                       | Skóre | Finalista                   | Finanční odměna | Finanční odměna | Finanční odměna | Sponzor             | Místo konání              |
| Rok      | Vítěz                       | Skóre | Finalista                   | Celkem          | Vítěz           | Finalista       | Sponzor             | Místo konání              |
| -------- | --------------------------- | ----- | --------------------------- | --------------- | --------------- | --------------- | ------------------- | ------------------------- |
| 2009     | Phil Taylor (98.04)         | 16–9  | Robert Thornton (88.52)     | £200 000        | £50 000         | £25 000         | Jack's Casino.co.uk | Circus Tavern, Purfleet   |
| 2010     | Paul Nicholson (92.75)      | 13–11 | Mervyn King (89.74)         | £250 000        | £60 000         | £24 000         | totesport.com       | Circus Tavern, Purfleet   |
| 2011 (1) | Phil Taylor (97.01)         | 13–12 | Gary Anderson (96.31)       | £250 000        | £60 000         | £24 000         | Perform             | Doncaster Dome, Doncaster |
| 2011 (2) | Kevin Painter (96.28)       | 13–9  | Mark Webster (93.31)        | £250 000        | £60 000         | £24 000         | Cash Converters     | Doncaster Dome, Doncaster |
| 2012     | Phil Taylor (103.57)        | 13–6  | Kim Huybrechts (91.70)      | £250 000        | £60 000         | £24 000         | Cash Converters     | Butlins Resort, Minehead  |
| 2013     | Michael van Gerwen (102.45) | 11–7  | Phil Taylor (102.64)        | £250 000        | £60 000         | £24 000         | Cash Converters     | Butlins Resort, Minehead  |
| 2014     | Gary Anderson (101.01)      | 11–6  | Adrian Lewis (95.37)        | £300 000        | £65 000         | £35 000         | Cash Converters     | Butlins Resort, Minehead  |
| 2015     | Michael van Gerwen (100.32) | 11–6  | Adrian Lewis (89.17)        | £300 000        | £65 000         | £35 000         | Cash Converters     | Butlins Resort, Minehead  |
| 2016     | Michael van Gerwen (108.34) | 11–3  | Dave Chisnall (99.24)       | £400 000        | £75 000         | £35 000         | Cash Converters     | Butlins Resort, Minehead  |
| 2017     | Michael van Gerwen (105.50) | 11–2  | Jonny Clayton (94.64)       | £460 000        | £100 000        | £40 000         | Mr Green Sport      | Butlins Resort, Minehead  |
| 2018     | Daryl Gurney (95.61)        | 11–9  | Michael van Gerwen (100.20) | £460 000        | £100 000        | £40 000         | Ladbrokes           | Butlins Resort, Minehead  |
| 2019     | Michael van Gerwen (97.92)  | 11–9  | Gerwyn Price (96.48)        | £500 000        | £100 000        | £50 000         | Ladbrokes           | Butlins Resort, Minehead  |
| 2020     | Michael van Gerwen (104.98) | 11–10 | Mervyn King (99.78)         | £500 000        | £100 000        | £50 000         | Ladbrokes           | Ricoh Arena, Coventry     |
| 2021     | Peter Wright (95.49)        | 11–10 | Ryan Searle (92.10)         | £500 000        | £100 000        | £50 000         | Ladbrokes           | Butlins Resort, Minehead  |
| 2022     | Michael van Gerwen (99.92)  | 11–6  | Rob Cross (100.33)          | £500 000        | £100 000        | £50 000         | Cazoo               | Butlins Resort, Minehead  |
| 2023     | Luke Humphries (100.75)     | 11–9  | Michael van Gerwen (103.19) | £600 000        | £120 000        | £60 000         | Cazoo               | Butlins Resort, Minehead  |
| 2024     | bude oznámeno               |       | bude oznámeno               | £600 000        | £120 000        | £60 000         | Ladbrokes           | Butlins Resort, Minehead  |

## Rekordy a statistiky
Aktuální k 26. listopadu 2023

### Počet účastí ve finále
| Pořadí | Hráč               | Země          | Vítězství | Finalista | Finále celkem | Počet účastí |
| ------ | ------------------ | ------------- | --------- | --------- | ------------- | ------------ |
| 1      | Michael van Gerwen | Nizozemsko    | 7         | 2         | 9             | 15           |
| 2      | Phil Taylor        | Anglie        | 3         | 1         | 4             | 9            |
| 3      | Gary Anderson      | Skotsko       | 1         | 1         | 2             | 14           |
| 4      | Daryl Gurney       | Severní Irsko | 1         | 0         | 1             | 9            |
| 4      | Luke Humphries     | Anglie        | 1         | 0         | 1             | 5            |
| 4      | Paul Nicholson     | Austrálie     | 1         | 0         | 1             | 5            |
| 4      | Kevin Painter      | Anglie        | 1         | 0         | 1             | 9            |
| 4      | Peter Wright       | Skotsko       | 1         | 0         | 1             | 12           |
| 9      | Mervyn King        | Anglie        | 0         | 2         | 2             | 15           |
| 9      | Adrian Lewis       | Anglie        | 0         | 2         | 2             | 14           |
| 11     | Jonny Clayton      | Wales         | 0         | 1         | 1             | 8            |
| 11     | Rob Cross          | Anglie        | 0         | 1         | 1             | 7            |
| 11     | Kim Huybrechts     | Belgie        | 0         | 1         | 1             | 12           |
| 11     | Dave Chisnall      | Anglie        | 0         | 1         | 1             | 13           |
| 11     | Gerwyn Price       | Wales         | 0         | 1         | 1             | 9            |
| 11     | Ryan Searle        | Anglie        | 0         | 1         | 1             | 7            |
| 11     | Robert Thornton    | Skotsko       | 0         | 1         | 1             | 9            |
| 11     | Mark Webster       | Wales         | 0         | 1         | 1             | 7            |

- Aktivní hráči jsou vyznačeni tučně
- V tabulce jsou pouze hráči, kteří se účastnili finále
- V případě stejného výsledku jsou hráči řazeni abecedně

### Vítězové podle zemí
| Země          | Hráči | Celkem | První titul | Poslední titul |
| ------------- | ----- | ------ | ----------- | -------------- |
| Nizozemsko    | 1     | 7      | 2013        | 2022           |
| Anglie        | 3     | 5      | 2009        | 2023           |
| Skotsko       | 2     | 2      | 2014        | 2021           |
| Austrálie     | 1     | 1      | 2010        | 2010           |
| Severní Irsko | 1     | 1      | 2018        | 2018           |

### Zakončení devíti šipkami
Na turnaji se povedlo celkem dvěma hráčům zakončit leg devítkou, tedy nejnižším možným množstvím šipek.
| Hráč               | Rok (+ kolo)  | Způsob                              | Soupeř         | Výsledek |
| ------------------ | ------------- | ----------------------------------- | -------------- | -------- |
| Alan Norris        | 2016, 1. kolo | 3 × T20; 3 × T20; T20, T19, D12     | Michael Smith  | Výhra    |
| Michael van Gerwen | 2019, 2. kolo | 3 × T20; 2 × T20, T19; 2 × T20, D12 | Adrian Lewis   | Výhra    |
| Michael van Gerwen | 2022, finále  | 2 × T20, T19; 3 × T20; 2 × T20, D12 | Rob Cross      | Výhra    |
| Michael van Gerwen | 2023, finále  | 3 × T20; 3 × T20; T20, T19, D12     | Luke Humphries | Prohra   |

### Nejvyšší průměry
| Deset nejvyšších průměrů v jednom zápasu | Deset nejvyšších průměrů v jednom zápasu | Deset nejvyšších průměrů v jednom zápasu | Deset nejvyšších průměrů v jednom zápasu | Deset nejvyšších průměrů v jednom zápasu |
| Průměr                                   | Hráč                                     | Rok (+ kolo)                             | Soupeř                                   | Výsledek                                 |
| ---------------------------------------- | ---------------------------------------- | ---------------------------------------- | ---------------------------------------- | ---------------------------------------- |
| 118,52                                   | Michael van Gerwen                       | 2023, 2. kolo                            | Ross Smith                               | 6–1                                      |
| 112,27                                   | Josh Rock                                | 2023, 2. kolo                            | Gabriel Clemens                          | 3–6                                      |
| 112,05                                   | Dirk van Duijvenbode                     | 2022, osmifinále                         | Ryan Searle                              | 10–9                                     |
| 111,58                                   | Phil Taylor                              | 2013, čtvrtfinále                        | Raymond van Barneveld                    | 9–2                                      |
| 111,12                                   | Ian White                                | 2018, 1. kolo                            | Scott Taylor                             | 6–2                                      |
| 110,62                                   | Gary Anderson                            | 2014, 2. kolo                            | Christian Kist                           | 6–5                                      |
| 110,02                                   | Gary Anderson                            | 2018, čtvrtfinále                        | Jonny Clayton                            | 10–4                                     |
| 110,01                                   | Michael van Gerwen                       | 2020, čtvrtfinále                        | Dirk van Duijvenbode                     | 10–5                                     |
| 109,88                                   | Dave Chisnall                            | 2023, 2. kolo                            | Chris Dobey                              | 6–4                                      |
| 109,54                                   | Simon Whitlock                           | 2012, osmifinále                         | Ronnie Baxter                            | 10–1                                     |

| Pět nejvyšších průměrů, které nestačily na vítězství | Pět nejvyšších průměrů, které nestačily na vítězství | Pět nejvyšších průměrů, které nestačily na vítězství | Pět nejvyšších průměrů, které nestačily na vítězství | Pět nejvyšších průměrů, které nestačily na vítězství |
| Průměr                                               | Hráč                                                 | Rok (+ kolo)                                         | Soupeř                                               | Výsledek                                             |
| ---------------------------------------------------- | ---------------------------------------------------- | ---------------------------------------------------- | ---------------------------------------------------- | ---------------------------------------------------- |
| 112,27                                               | Josh Rock                                            | 2023, 2. kolo                                        | Gabriel Clemens                                      | 3–6                                                  |
| 107,79                                               | Boris Krčmar                                         | 2020, 1. kolo                                        | Michael Smith                                        | 5–6                                                  |
| 107,12                                               | Jermaine Wattimena                                   | 2020, 2. kolo                                        | Luke Humphries                                       | 4–6                                                  |
| 105,85                                               | Daryl Gurney                                         | 2016, 2. kolo                                        | Kim Huybrechts                                       | 1–6                                                  |
| 105,79                                               | Gerwyn Price                                         | 2018, 1. kolo                                        | Krzysztof Ratajski                                   | 5–6                                                  |

| Pět nejvyšších průměrů na celém turnaji (min. 3 zápasy) | Pět nejvyšších průměrů na celém turnaji (min. 3 zápasy) | Pět nejvyšších průměrů na celém turnaji (min. 3 zápasy) | Pět nejvyšších průměrů na celém turnaji (min. 3 zápasy) |
| Průměr                                                  | Hráč                                                    | Rok                                                     | Výsledek                                                |
| ------------------------------------------------------- | ------------------------------------------------------- | ------------------------------------------------------- | ------------------------------------------------------- |
| 105,42                                                  | Gary Anderson                                           | 2018                                                    | Semifinále                                              |
| 105,20                                                  | Phil Taylor                                             | 2014                                                    | Čtvrtfinále                                             |
| 104,72                                                  | Gary Anderson                                           | 2014                                                    | Vítěz                                                   |
| 104,37                                                  | Phil Taylor                                             | 2013                                                    | Finalista                                               |
| 104,23                                                  | Michael van Gerwen                                      | 2017                                                    | Vítěz                                                   |

## Televizní vysílání
Ve Velké Británii a v Irsku byly první dva ročníky vysílány na ITV4. V roce 2011 se turnaj uskutečnil dvakrát, v únoru jej vysílala PDC, prosincové se vrátilo na ITV4. Od té doby se vysílatel nezměnil.